# Prinzip der wohlwollenden Interpretation
Das Prinzip der wohlwollenden Interpretation fordert, dass man Ideen, gegen die man argumentiert, im bestmöglichen Licht darstellt. Insbesondere in der Philosophie und Rhetorik sollen demnach alle Äußerungen von Diskurspartnern als rational und, bei Meinungsverschiedenheiten, in ihrem bestmöglichen, stärksten Sinn verstanden werden. Ziel dieses methodologischen Prinzips ist, den Aussagen Anderer nicht Irrationalität, Trugschlüsse oder Unwahrheiten zuzuschreiben, wenn eine schlüssige, rationale Interpretation ebenfalls möglich ist. Nach Simon Blackburn „zwingt es den Hörer dazu, die Wahrheit und Rationalität in den Äußerungen des Anderen zu maximieren.“ Argumente, die absichtlich gegen das Prinzip der wohlwollenden Interpretation verstoßen, können unter die Strohmann-Argumente gezählt werden.

## Geschichte
Vorläufer des Prinzips wurden bereits in der Scholastik verwendet, beispielsweise im Prolog zu Petrus Abaelardus’ Kompilation Sic et non:
Wir finden in den Schriften der Heiligen hin und wieder etwas in Missklang zur Wahrheit. Da ist es der Frömmigkeit, der Demut und der Nächstenliebe [caritas] geschuldet, die „alles glaubt, alles hofft, alles erträgt,“ dass man nicht leichtfertig Mängel bei denen vermutet, die sie liebend umfängt, und dass man diese Schriftstellen entweder für nicht zuverlässig übersetzt oder verdorben hält, oder eingesteht, dass man sie nicht recht verstanden hat.
Neil L. Wilson gab dem Prinzip 1958/1959 den Namen principle of charity. Hauptsächliches Anwendungsgebiet war die Bestimmung der Referenz von Eigennamen, also die Frage, auf welche Person oder welchen Gegenstand sich der Name bezieht:
Wie sollen wir vorgehen, wenn wir herausfinden wollen, welche Bedeutung jemand mit einem bestimmten Namen verbindet? […] Nehmen wir an, jemand (den ich „Charles“ nennen möchte) stellt genau fünf Behauptungen auf, die den Namen „Cäsar“ enthalten. […]

(1) Cäsar hat Gallien erobert. (Gc) 

(2) Cäsar hat den Rubikon überschritten. (Rc) 

(3) Cäsar wurde an den Iden des März ermordet. (Mc) 

(4) Cäsar war süchtig nach dem Ablativus absolutus. (Ac)

(5) Cäsar war mit Boadicea verheiratet. (Bc)

[…] Und so orientieren wir uns an etwas, was man das Prinzip der wohlwollenden Interpretation [Principle of Charity] nennen kann. Als Referenzobjekt des Namens wählen wir denjenigen Gegenstand, der möglichst viele von Charles' Äußerungen wahr macht.
Willard Van Orman Quine und sein Schüler Donald Davidson geben im Kontext ihrer Konzeptionen der radikalen Übersetzung bzw. radikalen Interpretation andere Formulierungen. Quine formuliert als Maxime der Erstübersetzung: „The maxim of translation underlying all this is that assertions startlingly false on the face of them are likely to turn on hidden differences of language. […] The common sense behind the maxim is that one's interlocutor's sillyness, beyond a certain point, is less likely than bad translation – or, in the domestic case, linguistic divergence.“
Davidson sprach gelegentlich vom Prinzip der rationalen Anpassung, das er wie folgt zusammenfasste: „Die Worte und Gedanken Anderer ergeben den meisten Sinn, wenn wir sie so interpretieren, dass wir ihnen am ehesten zustimmen können.“
Es wird – z. B. von Daniel Dennett und Richard Grandy – auch diskutiert, ob das Prinzip am besten als Prinzip der Menschlichkeit (principle of humanity) aufzufassen sei, dem zufolge wir den zu interpretierenden Sprechern „diejenigen propositionalen Einstellungen zuschreiben sollten, von denen wir erwarten würden, dass wir sie unter den gegebenen Umständen selbst ausbilden würden“.
Das schließt ausdrücklich ein, dass wir anderen falsche Überzeugungen zuschreiben dürfen und sollen, wenn ihre epistemische Situation es plausibel macht, dass sie diese Überzeugungen erworben haben. Beispielsweise ist es wahrscheinlich, dass jemand, der auf eine Uhr sieht, die vier Uhr anzeigt, daraufhin die Überzeugung ausbildet, es sei vier Uhr – auch wenn der Interpret weiß, dass die Uhr eine halbe Stunde vorgeht.